# 165 Lorelaj
165 Lorelaj (mednarodno ime je 165 Loreley) je asteroid  v glavnem asteroidnem pasu. Kaže značilnosti dveh tipov asteroidov (tipa C in tipa D) .

## Odkritje
Asteroid je odkril nemško-ameriški astronom Christian Heinrich Friedrich Peters 9. avgusta 1876 .
Poimenovan je po Lorelaj iz nemške folklore.

## Lastnosti
Asteroid Lorelaj obkroži Sonce v 5,53 letih. Njegova tirnica ima izsrednost 0,084, nagnjena pa je za 11,240° proti ekliptiki. Njegov premer je 154,78 km, okoli svoje osi pa se zavrti v 7,226 h .